# Nilmarí Santini
Nilmari Santini Martin (ur. 25 maja 1959, zm. 25 marca 2006 w San Juan) – portorykańska judoczka.
W 1986 zdobyła brązowy medal mistrzostw świata w wadze pow. 72 kg. Rok później została złotą medalistką igrzysk panamerykańskich w tej samej wadze. W 1991 wywalczyła srebro igrzysk panamerykańskich w kategorii open oraz wadze pow. 72 kg. Startowała w Pucharze Świata w 1992. W 1992 wystartowała na igrzyskach olimpijskich w tej samej wadze i zajęła 9. miejsce.
W 2000 została wpisana do galerii sławy portorykańskiego sportu. Od 2003 pracowała w portorykańskim komitecie olimpijskim. Zmarła 25 marca 2006 po długiej chorobie nowotworowej.